# Церква Вознесіння Господнього (Малів)
Церква Вознесіння Господнього в Малеві — парафія і храм православної громади Теребовлянського деканату Тернопільсько-Бучацької єпархії Православної церкви України в селі Малеві Теребовлянської громади Тернопільського району Тернопільської области.

## Історія церкви
Мурована церква була збудована в 1927 році на місці старої дерев'яної, збудованої в 1908 році. До [1924] року вона була дочірньою церквою Гумниська, потім у [1927] році її виокремили в окрему парафію, але служив у ній священник з Гумниська.
Кількість парафіян: 1832 — 115 1844 — 210, 1884 — 255 1894 — 367 1904 — 380, 1914 — 430 1924 — 390.

## Парохи
- о. Іван Куцирка ([1832]—1846+),
- о. Семен Соллогубович (1846—1847),
- о. Іван Филипович (1847—1851, адміністратор),
- о. Йосиф Федорович (1851—1883+),
- о. Антін Онуферко (1883—1884, адміністратор),
- о. Андрій Тимусь (1884—1927+),
- о. Савин Дурбак (1927—1929),
- о. Семен Гаврилюк (1929—[1944]),
- о. Андрій Гонца — нині.